# Cowboytoast
Cowboytoast består af to stykker toastbrød, smør (eller margarine), en hakkebøf og løg.

## Henvisning
Produktbeskrivelse af en coyboytoast som færdigret (Webside ikke længere tilgængelig)
| Mad og drikke | Spire Denne artikel om mad og drikke er en spire som bør udbygges. Du er velkommen til at hjælpe Wikipedia ved at udvide den. |